# Thomas Dausgaard
Thomas Dausgaard (* 4. Juli 1963 in Kopenhagen) ist ein dänischer Dirigent.

## Leben
Thomas Dausgaard studierte das Fach Dirigieren am Königlich Dänischen Konservatorium in Kopenhagen und bei Norman Del Mar am Royal College of Music in London. Er absolvierte Meisterklassen bei Franco Ferrara, Leonard Bernstein und Hiroyuki Iwaki und war zunächst als Assistent bei Seiji Ozawa am Boston Symphony Orchestra tätig. 1997 wurde er Chefdirigent des Schwedischen Kammerorchesters und blieb in dieser Position bis 2019. Zwischen 2001 und 2004 war er Erster Gastdirigent des Dänischen Radio-Sinfonieorchesters und 2004 bis 2012 Chefdirigent dieses Orchesters. Seit 2016 ist er Chefdirigent des BBC Scottish Symphony Orchestra, seit 2019 leitet er in derselben Funktion auch die Seattle Symphony.
Dausgaard hat auf den Labels Chandos, Marco Polo und Simax Aufnahmen eingespielt.